# Ophiomyia lappivora
Ophiomyia lappivora är en tvåvingeart som först beskrevs av Koizumi 1953.  Ophiomyia lappivora ingår i släktet Ophiomyia och familjen minerarflugor. Inga underarter finns listade i Catalogue of Life.